# Bendajola
Bendajola ist eine Pökel-Räucher-Ware aus Schweinefleisch der italienischen Küche.
Zur Vorbereitung wird Schweinenacken ausgebeint und in einer Gewürzlake für 8 bis 10 Tage bei Zimmertemperatur (18 bis 20 °C) gepökelt. Die Lake besteht aus Wasser, das mit Nitritpökelsalz, gebrochenem weißem Pfeffer, gestoßenen Wacholderbeeren, Muskat, Zimt und Rohrzucker vermischt wurde. Nach dem Pökeln werden die Stücke mehrere Stunden gewässert. 
Im Original füllt man das Fleisch anschließend in Butten von Rindern oder Hammel. In der modernen Fleischherstellung ist auch die Verwendung von Cellophanblasen üblich. Das Kalträuchern dauert 4 bis 6 Tage. Anschließend ist das Fleisch verzehrfähig.